# F. Gary Gray

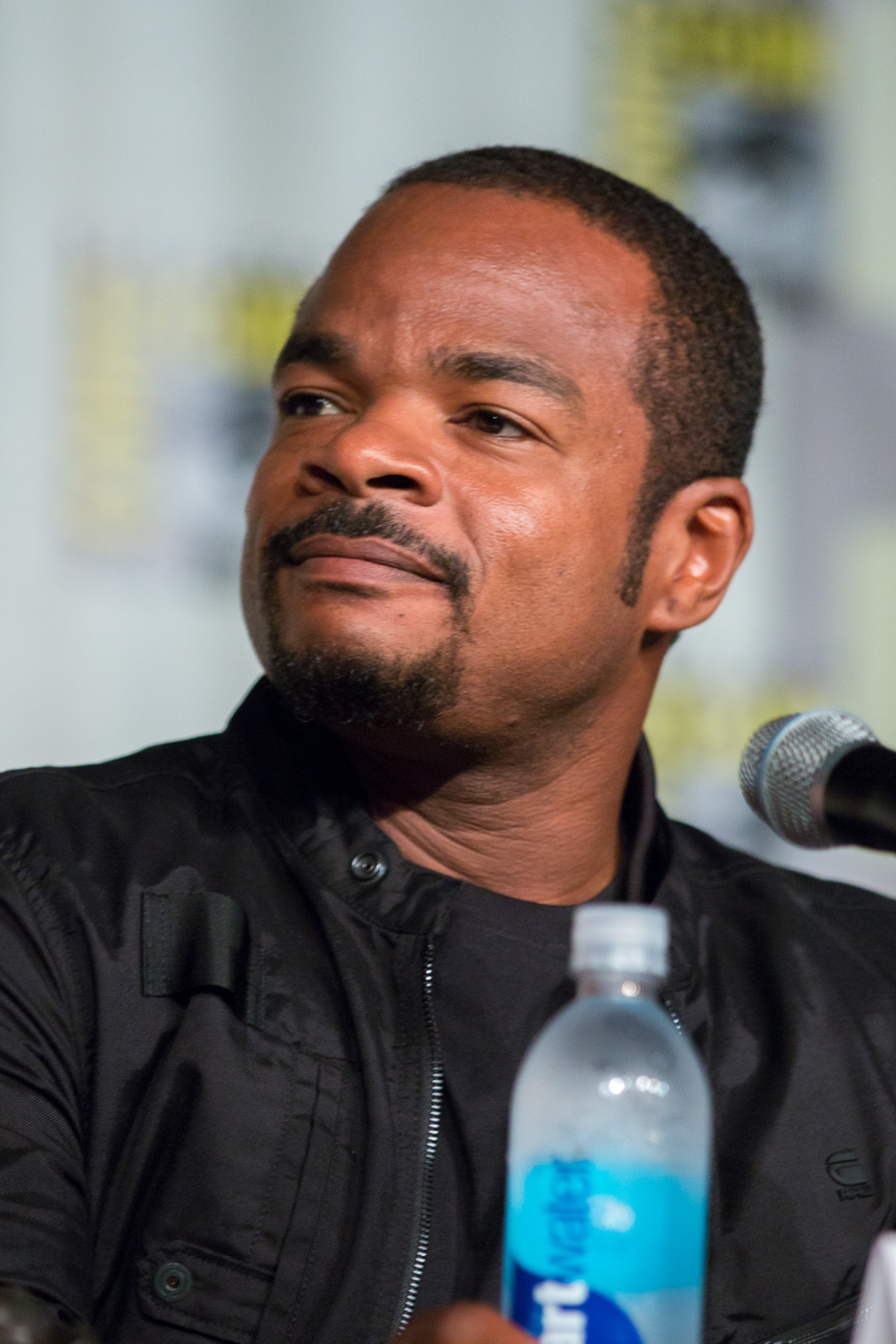
F. Gary Gray (2015)

Felix Gary Gray (* 17. Juli 1969 in New York City) ist ein US-amerikanischer Regisseur.

## Leben
F. Gary Gray begann seine Karriere in den 1990er Jahren als Regisseur von Musikvideos. Er führte bei mehr als 30 Musikvideos Regie. Darunter waren Videos für Künstler wie Ice Cube, Cypress Hill, Coolio, Dr. Dre, OutKast, Queen Latifah, Whitney Houston, TLC und R. Kelly. 1995 drehte er mit Friday seinen ersten Spielfilm. Es folgten Filme wie Set It Off, Verhandlungssache, The Italian Job – Jagd auf Millionen oder Be Cool – Jeder ist auf der Suche nach dem nächsten großen Hit.
2015 übernahm er die Regie der N.W.A-Filmbiografie Straight Outta Compton, mit der Gray zu seinen Ursprüngen im Westcoast-Hip-Hop zurückkehrte. Im Anschluss inszenierte er den Actionfilm Fast & Furious 8, der 2017 veröffentlicht wurde. Es folgten Men in Black: International (2018) und Lift (2024).
2004 wurde Gray für seine Regie bei The Italian Job mit dem Black Reel Award ausgezeichnet. Von der African-American Film Critics Association erhielt er hierfür einen Special Achievement Award. Im Jahr 2019 wurde Gray mit einem Stern auf dem Hollywood Walk of Fame geehrt.

## Filmografie

### Spielfilme
- 1995: Friday
- 1996: Set It Off
- 1998: Verhandlungssache (The Negotiator)
- 2003: Extreme Rage (A Man Apart)
- 2003: The Italian Job – Jagd auf Millionen (The Italian Job)
- 2005: Be Cool – Jeder ist auf der Suche nach dem nächsten großen Hit (Be Cool)
- 2009: Gesetz der Rache (Law Abiding Citizen)
- 2015: Straight Outta Compton
- 2017: Fast & Furious 8 (The Fate of the Furious)
- 2019: Men in Black: International
- 2024: Lift

### Musikvideos
- 1993: „It Was a Good Day“ von Ice Cube
- 1993: „When the Ship Goes Down“ von Cypress Hill
- 1993: „Ain’t Goin’ Out like That“ von Cypress Hill
- 1994: „Southernplayalisticadillacmuzik“ von OutKast
- 1994: „Black Hand Side“ von Queen Latifah
- 1994: „Fantastic Voyage“ von Coolio
- 1995: „Natural Born Killaz“ von Dr. Dre & Ice Cube
- 1995: „Come On“ von Barry White
- 1995: „Waterfalls“ von TLC
- 1995: „Keep Their Heads Ringin’“ von Dr. Dre
- 1995: „Diggin’ on You“ von TLC
- 1996: „Missing You“ von Brandy
- 1996: „I Believe in You and Me“ von Whitney Houston
- 1997: „How Come, How Long“ von Babyface
- 1999: „La Fiesta“ von Will Smith
- 1999: „If I Could Turn Back the Hands of Time“ von R. Kelly
- 2000: „Ms. Jackson“ von OutKast
- 2006: „Show Me What You Got“ von Jay-Z